# Anagyrus siccus
Anagyrus siccus är en stekelart som först beskrevs av Prinsloo och Annecke 1976.  Anagyrus siccus ingår i släktet Anagyrus och familjen sköldlussteklar. Inga underarter finns listade i Catalogue of Life.